# Chiesa di Santa Caterina a Magnanapoli

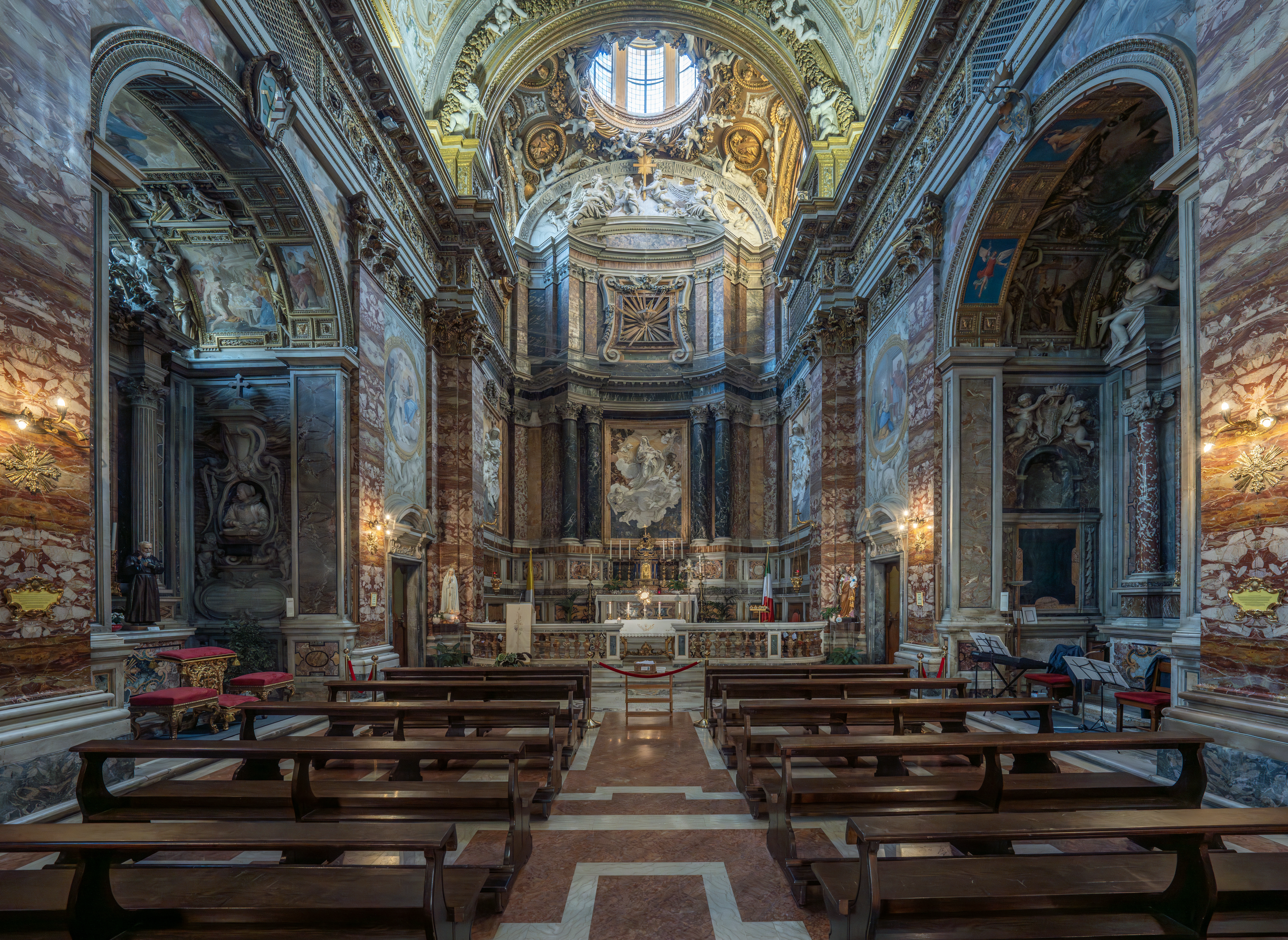
Interno

La chiesa di Santa Caterina a Magnanapoli è un luogo di culto cattolico di Roma, nel rione Monti, in largo Magnanapoli. È la chiesa principale dell'Ordinariato militare per l'Italia.

## Storia
Questa chiesa venne costruita tra il 1628 e il 1641 dall'architetto Giovanni Battista Soria come luogo di culto di un monastero femminile domenicano, che già esisteva fin dal 1574. Così Armellini racconta:
(Armellini, op. cit., p. 177)
Sull'origine del nome “magnanapoli” diverse sono le teorie, riportate ancora dall'Armellini:
- esso potrebbe derivare da balnea Pauli, stazione termale romana attestata nella zona; per corruzione il nome sarebbe passato da balnea Pauli a balneapolim, a valneapolis, a valneanapolis, a bagnanapoli e finalmente a magnanapoli;
- un'altra ipotesi è legata al luogo dove sorgevano le torri e fortilizi dei Colonna, grandi connestabili di Napoli, titolo che si doveva leggere negli epitaffi del loro palazzo con la formula Magnus Neapolis Connestabilis da cui magnanapoli;
- infine, la terza ipotesi farebbe derivare il nome da bannum nea polis, una fortezza militare di origine bizantina, che sarebbe altresì all'origine del nome di tutta la zona circostante la chiesa, cioè contrada militarium, da cui forse anche il nome della Torre delle Milizie, un tempo inglobata nel monastero adiacente alla chiesa.

## Descrizione

### Arte e architettura
L'interno della chiesa si presenta ad unica navata con tre cappelle per lato. Nella volta vi è l'affresco di Luigi Garzi del 1713 raffigurante la Gloria di santa Caterina. Nel presbiterio è posta l'Estasi di santa Caterina, un tempo attribuita erroneamente al Bernini, ma in realtà capolavoro di Melchiorre Cafà. Sull'altare maggiore, un tabernacolo in bronzo dorato, agata e lapislazzulo opera di Carlo Marchionni. Altri dipinti settecenteschi decorano la chiesa, come San Domenico resuscita un fanciullo di Biagio Puccini del 1706 nel terzo altare a destra.
La zona dove è situata la chiesa ha subito due importanti modifiche nell'ultimo secolo. Appena dopo l'unità d'Italia venne aperta la via Nazionale e questo comportò un abbassamento notevole del livello stradale, facendo scomparire del tutto la piazza antistante la chiesa e obbligando a creare una doppia scalinata di accesso al luogo sacro. Negli Anni Venti del XX secolo, per dare maggior risalto alla Torre delle Milizie e ai Mercati traianei, fu demolito quasi completamente il monastero che affiancava sulla destra la chiesa e che inglobava quegli antichi edifici. Sotto la scala di accesso alla chiesa è stata creata una cripta dedicata ai caduti romani delle due guerre mondiali.

### Organo a canne
Sulla cantoria in controfacciata, celato dentro una ricca cassa lignea dorata chiusa con una spessa grata, si trova l'organo a canne della chiesa, costruito dalla ditta organaria Balbiani-Vegezzi-Bossi nel 1935. Lo strumento, privo di canne di mostra, è a trasmissione pneumatico-tubolare originaria e dispone di 14 registri. La consolle, avente due tastiere e pedaliera, è situata sul coretto posto tra la controfacciata e la prima cappella laterale di sinistra.

## Galleria d'immagini

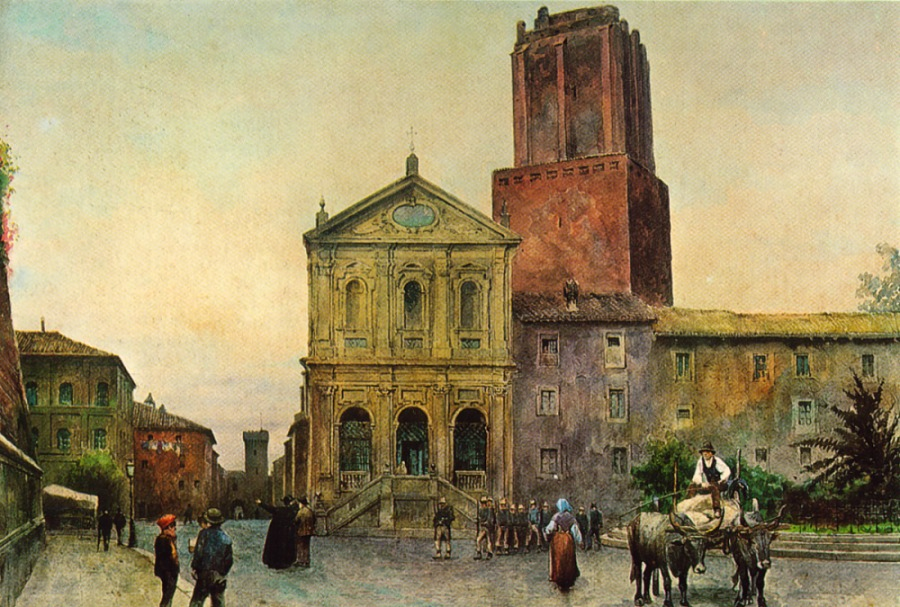
La chiesa in un acquarello di Ettore Roesler Franz (1880 circa)
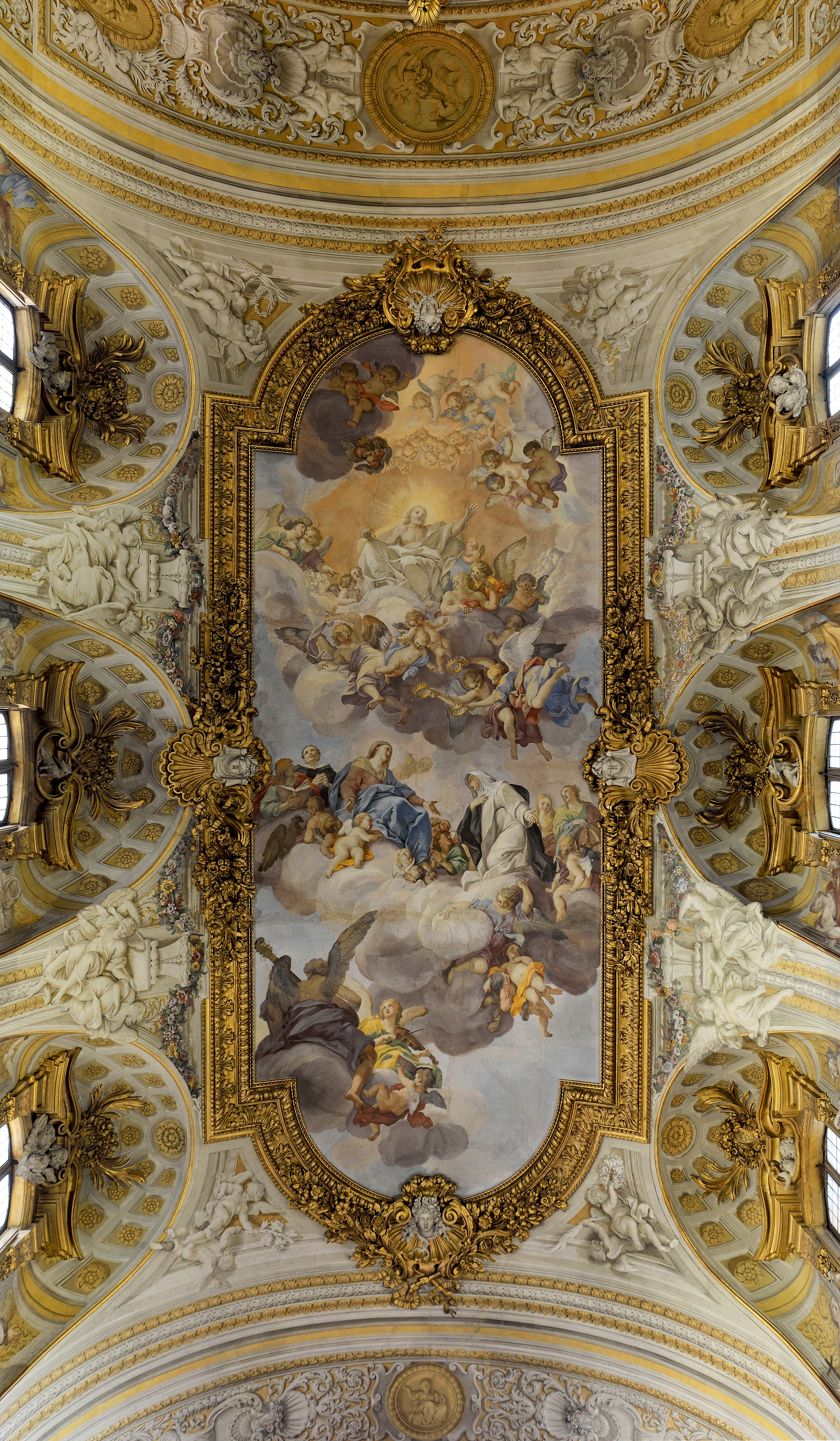
Gloria di santa Caterina di Luigi Garzi
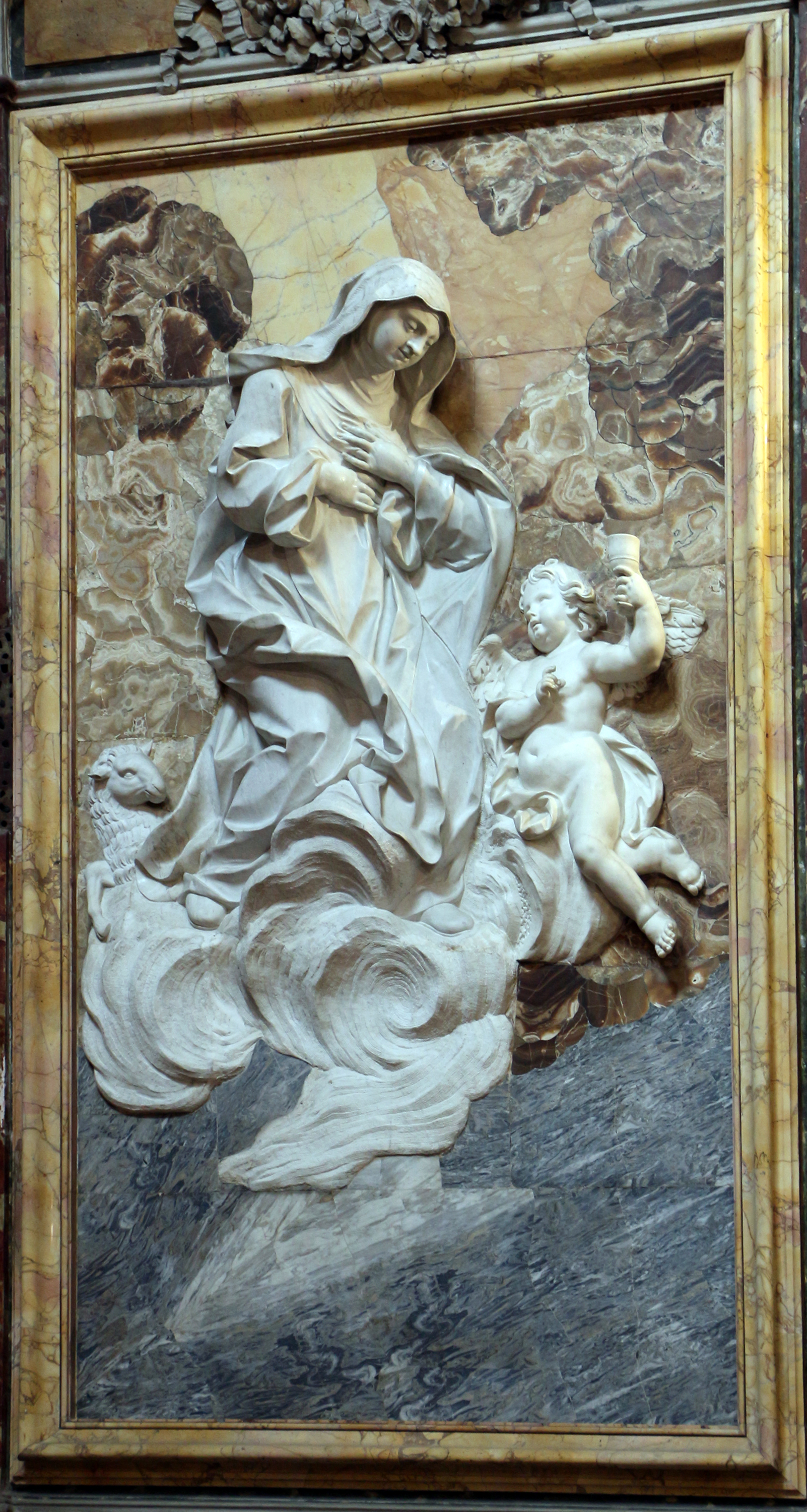
Sant'Agnese da Montepulciano di Pietro Bracci
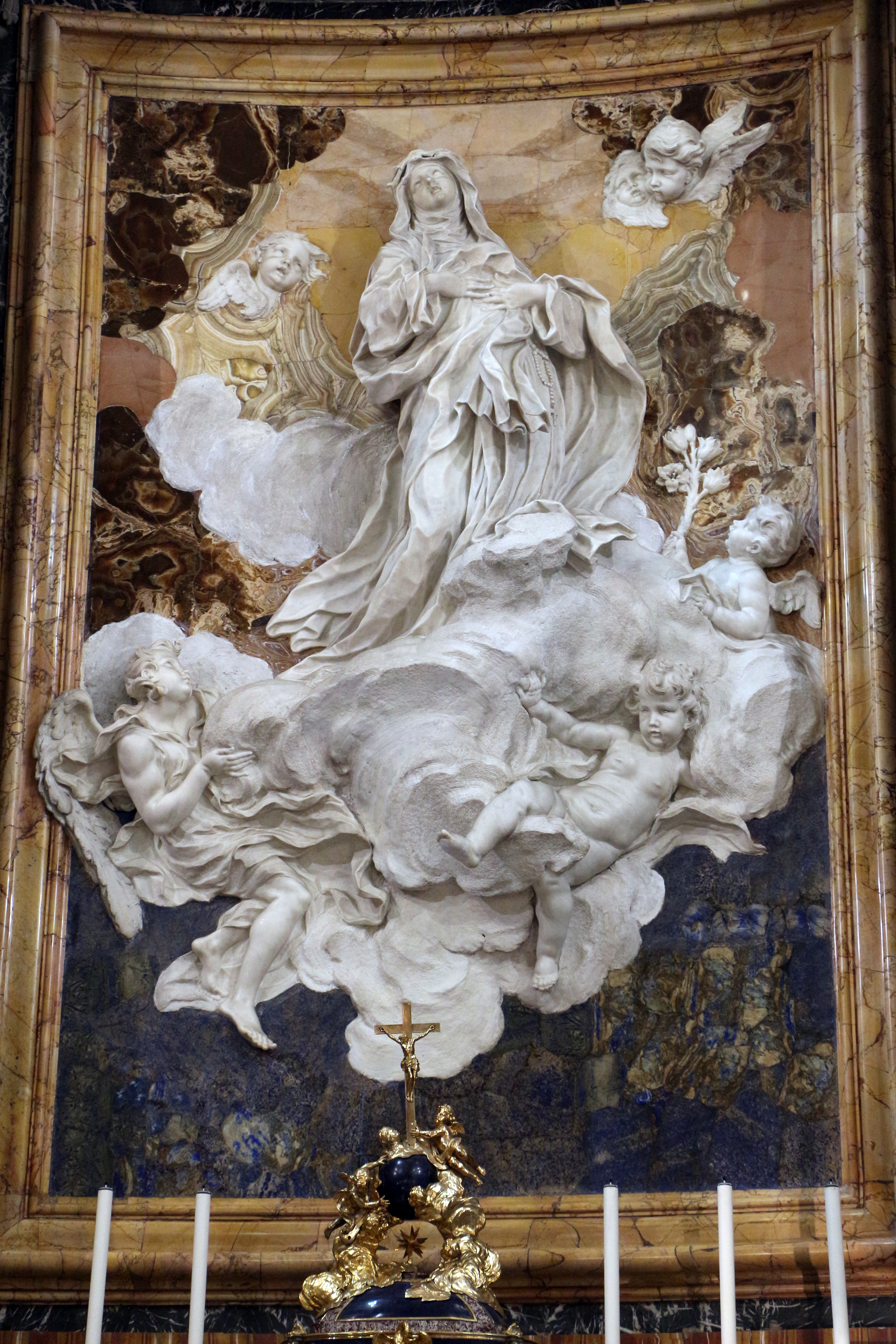
Estasi di santa Caterina di Melchiorre Cafà
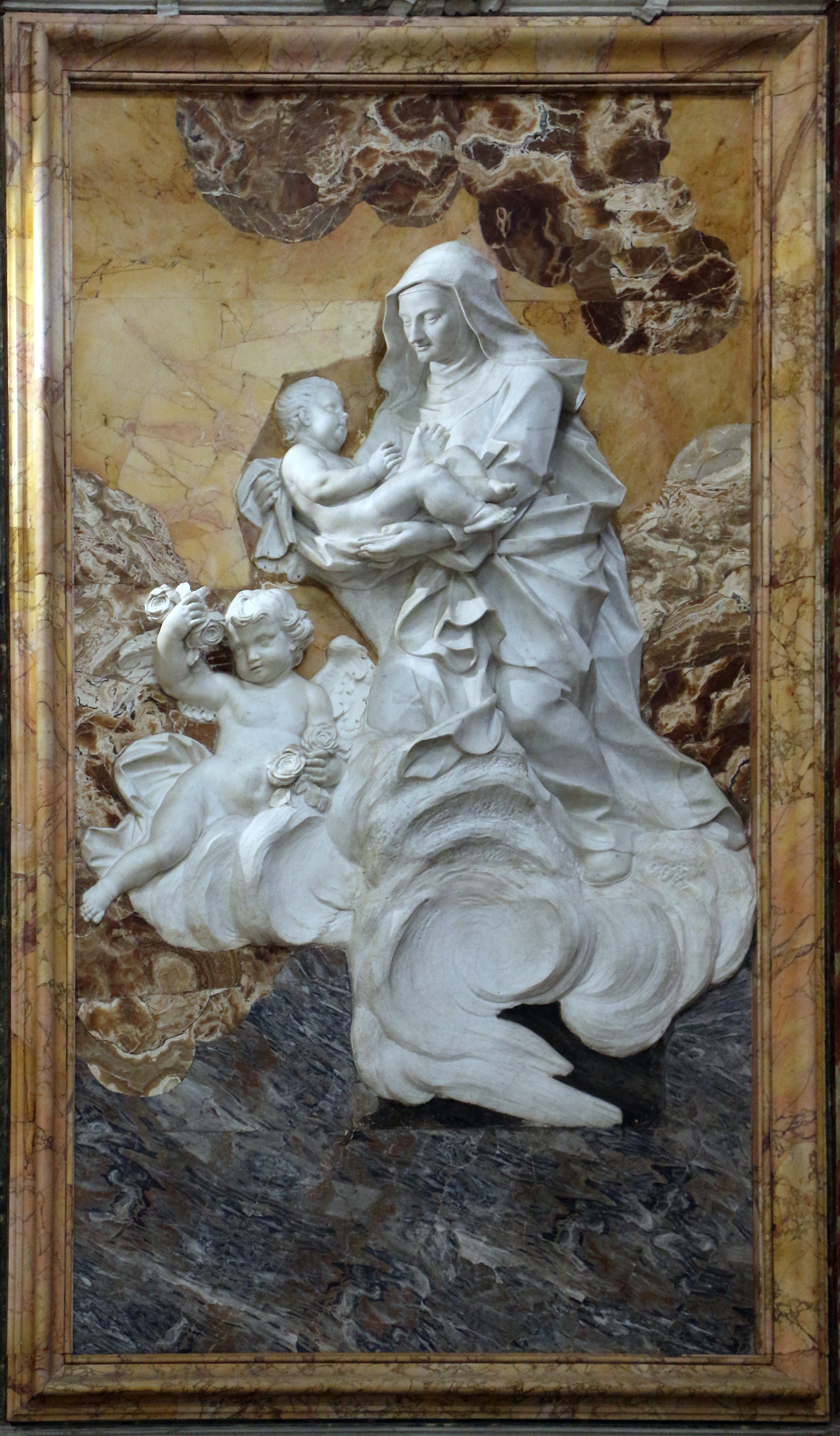
Santa Rosa da Lima di Pietro Bracci
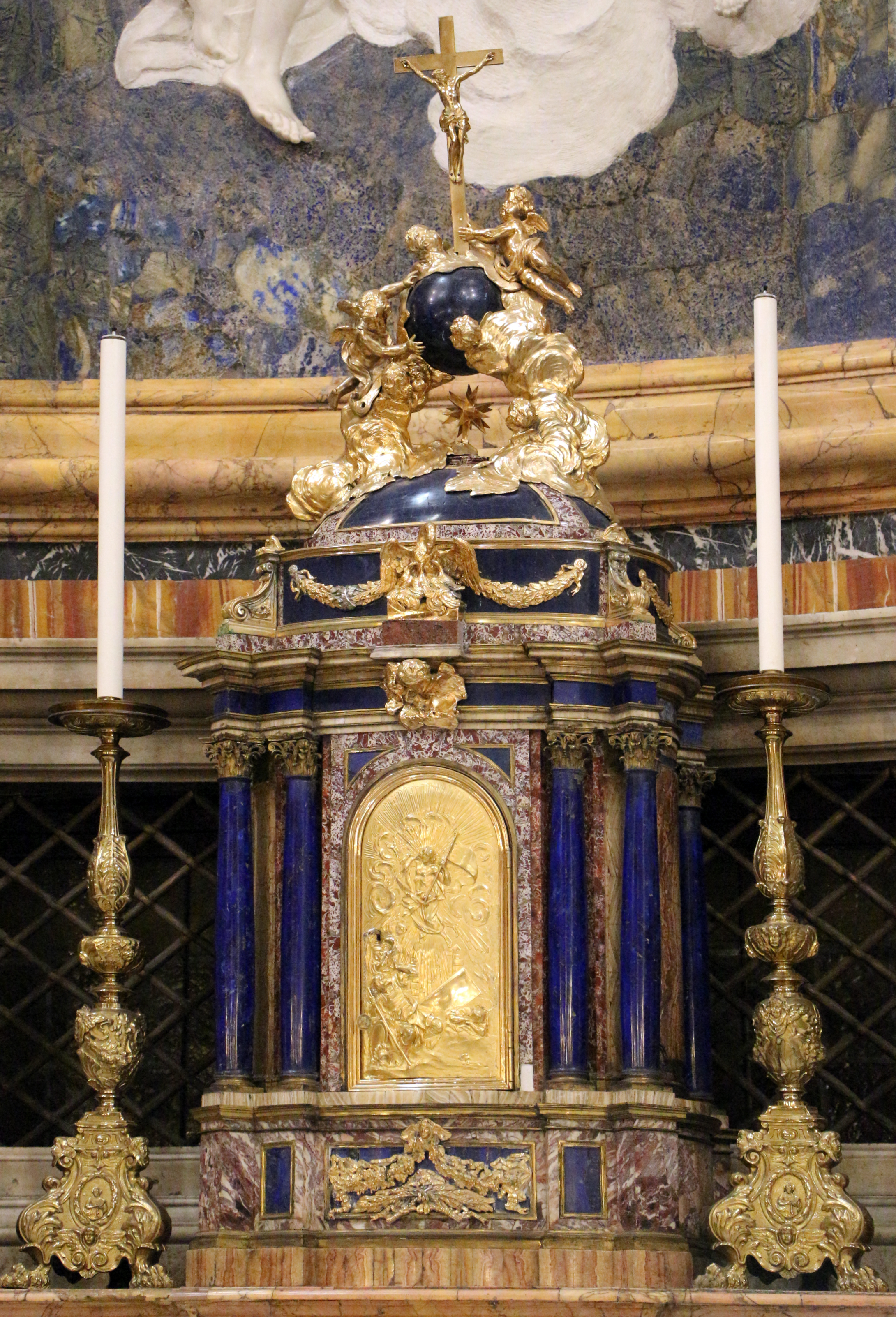
Tabernacolo di Carlo Marchionni
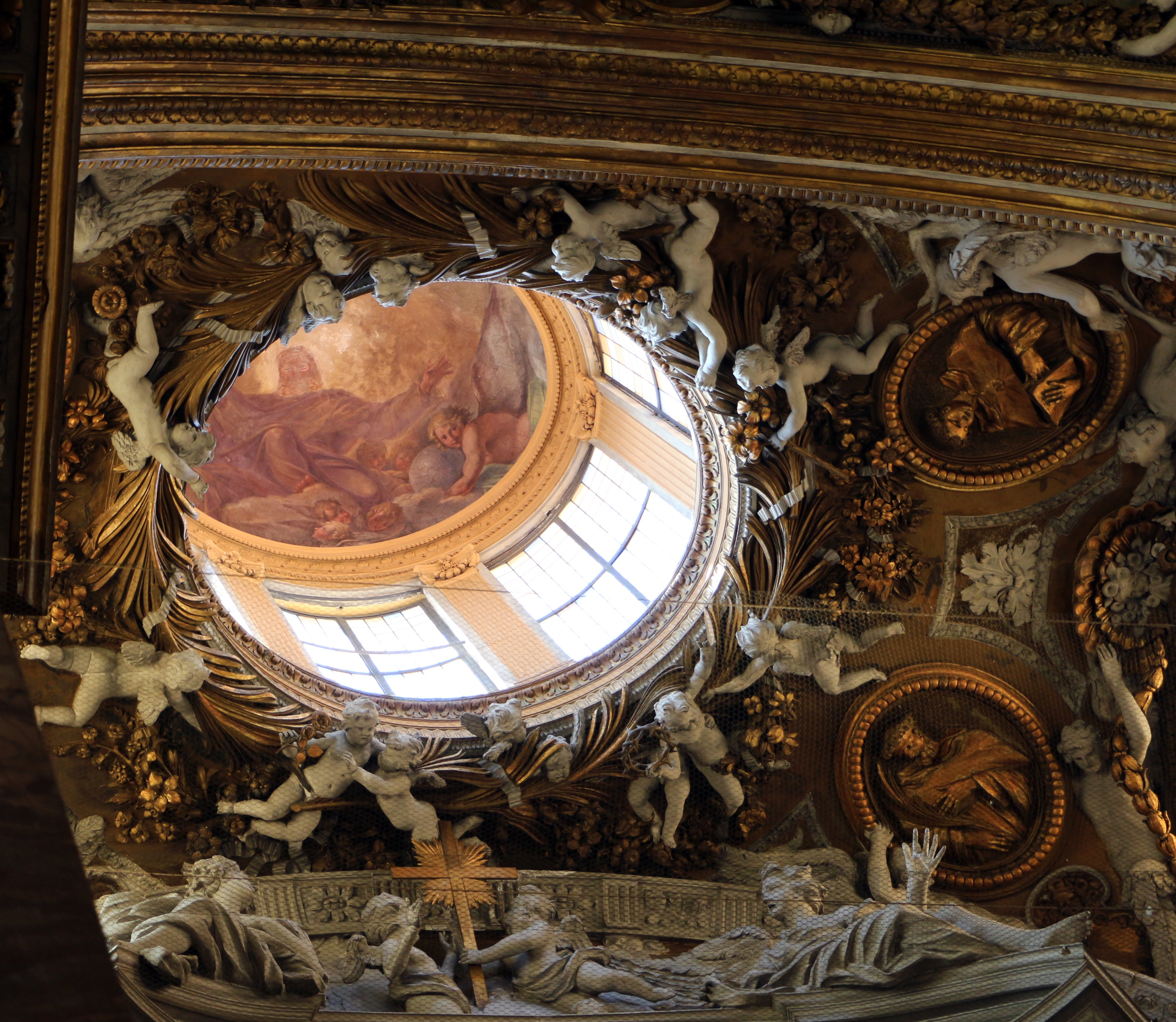
Volta del presbiterio
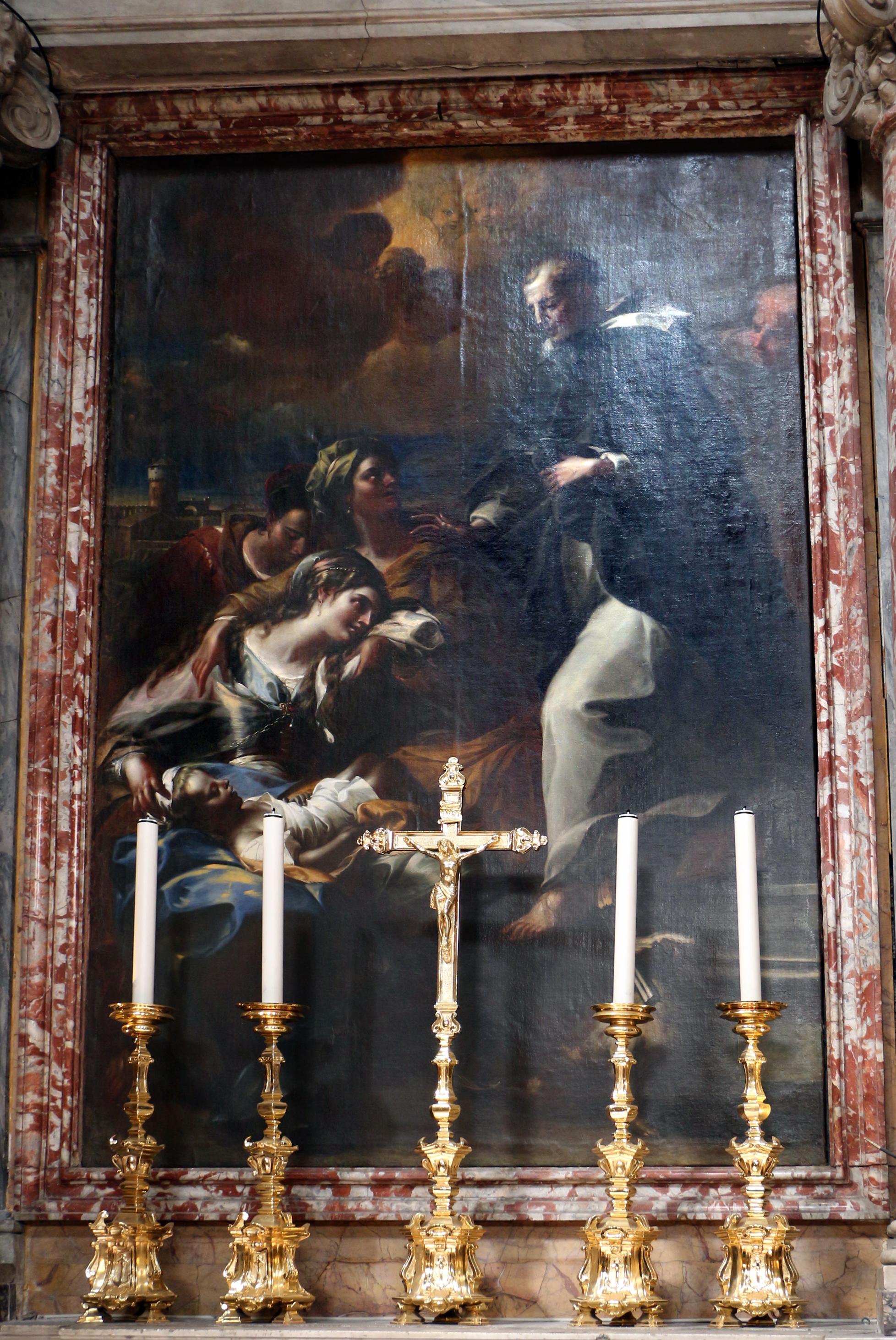
San Domenico resuscita un fanciullo di Biagio Puccini
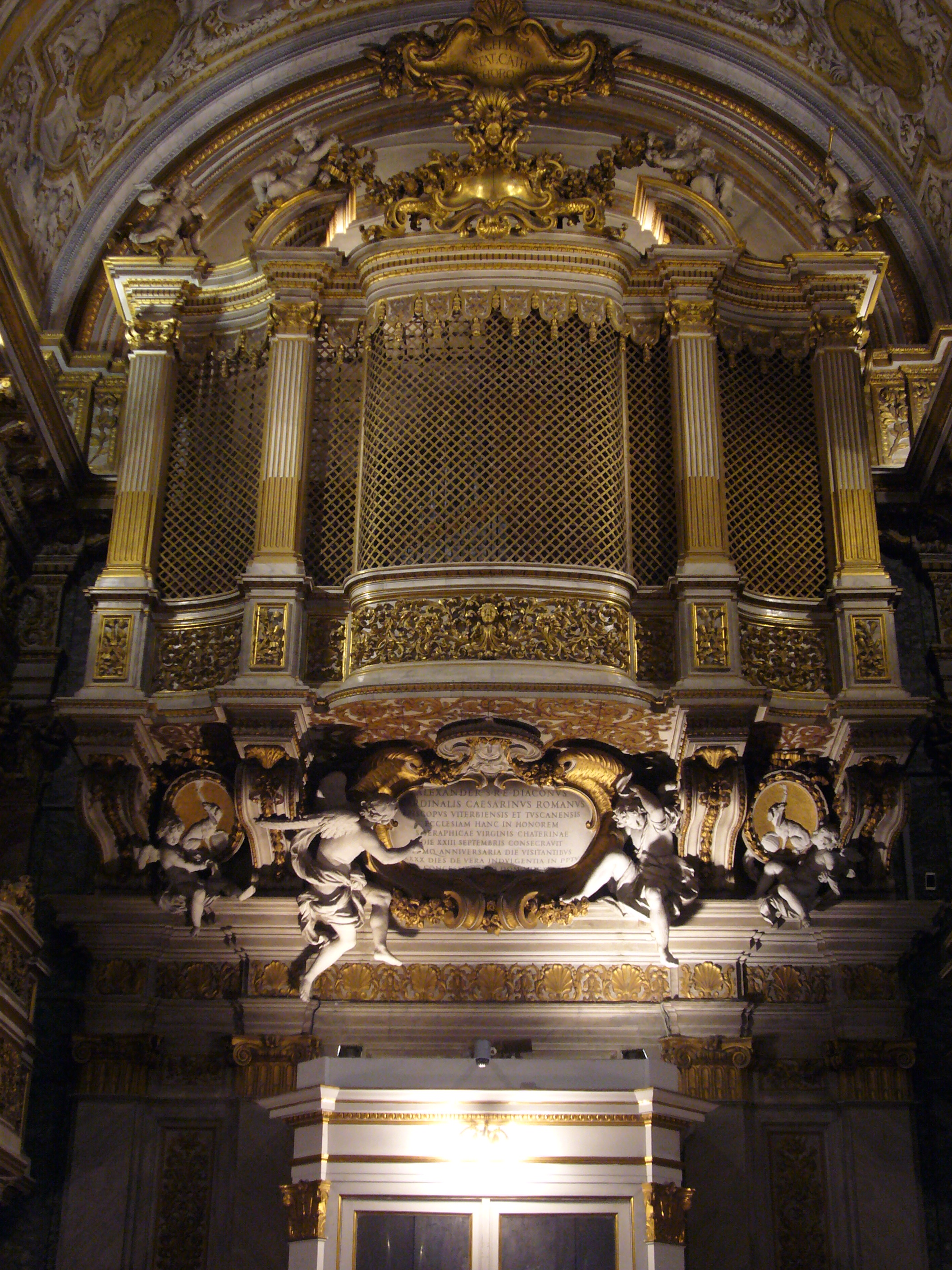
Controfacciata e organo a canne